# Quai de l'Île
Quai de l'Île - literalmente; quais da ilha - é um quarteirão de Genebra mas que sempre teve um papel importante na vida da cidade. Desde a idade do bronze que uma barra se formou no meio do Ródano. Consolidado ao longo do tempo, era formado por duas ilhas, uma grande e uma pequena, que se ligavam à margem por pontes rudimentares . 

## História
Uma ligação já existia no tempo de Júlio César que a destruiu em 58 antes de Cristo para impedir o avanço dos Helvécios. Ainda no período romano foi reconstruída uma em pedra que existiu até ao século XVI. A zona era habitada e existiam moinhos e habitações que foram destruídos por um incêndio em 1670. Nessa altura era conhecida por ponte do Ródano ou pont Bâti ('Bâti' em francês quer dizer construído, neste caso com casas) .
Na ilha maior existia um castelo do qual resta hoje em dia a torre da praça de Bel-Air.
Em meados do século XVI foi construída uma segunda ponte a montante que arranjadas em diferentes ocasiões se tornaram numa só em 1886, é a Ponts de l'Île .